# لاپیتس
لاپیتس (به آلمانی: Lapitz) یک منطقهٔ مسکونی در آلمان است که در کوکسه واقع شده‌است. لاپیتس ۱۶۹ نفر جمعیت دارد.